# 茶臼山站
茶臼山站（日语：／ Chausuyama eki */?）是位於愛知縣新城市富永字四條14號，東海旅客鐵道（JR東海）的飯田線車站。
車站名稱「茶臼山」取自長篠之戰中織田信長奪取茶臼山本陣，與愛知、長野縣界的茶臼山沒有關係。

## 歷史
- 1926年（大正15年）5月1日 - 豐川鐵道開設此站[2]。
- 1943年（昭和18年）8月1日 - 豐川鐵道被國有化，成為飯田線的一部分[2][3]。
- 1966年（昭和41年）
  - 10月1日 - 成為業務委託車站[4]。
  - 10月20日 - 結束車載貨物起卸業務。貨物起卸業務只剩下小型貨物[2]。
- 1971年（昭和46年）12月1日 - 結束小型貨物起卸業務[2]。同時行李起卸業務[2]。同時成為無人車站[5]。
- 1987年（昭和62年）4月1日 - 伴隨國鐵分割民營化，車站由東海旅客鐵道（JR東海）營運[2][3]。
- 1996年（平成8年）2月26日 - 重建車站大樓[6][7]。

### 車站地址的變化
在車站啟用時，車站地址是南設樂郡東鄉富澤。後來東鄉村在1955年4月編入至新城町，在1958年11月新城町升級為新城市。截至1985年，車站地址是新城市富永。

## 車站構造
車站是一座地面車站，設有1面1線的單式月台。此站原本設有木造車站大樓，由於成為無人車站和建築物開始老化，於1995年11月拆毀。後來新車站大樓在1996年建成。
此站在1971年以後成為無人車站。由豐川站管理。

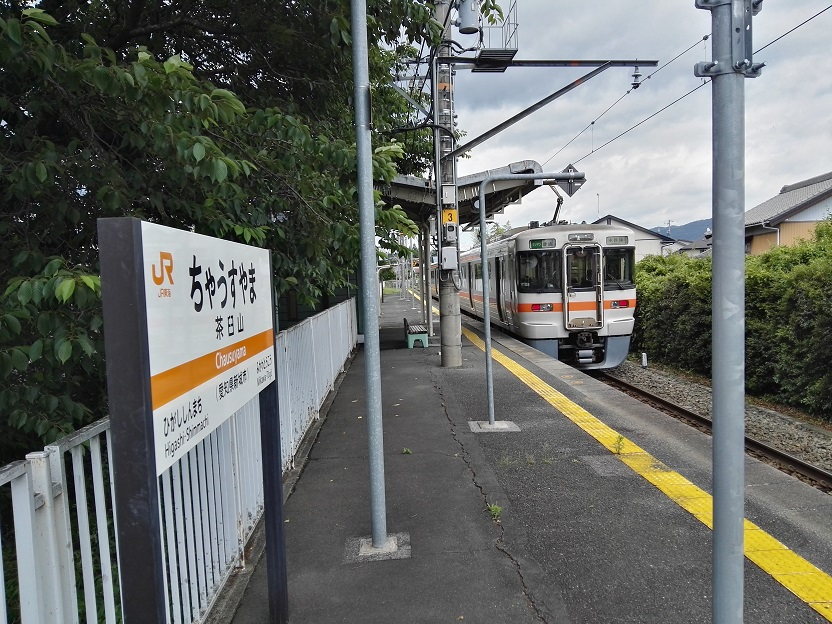
月台(2019年6月)
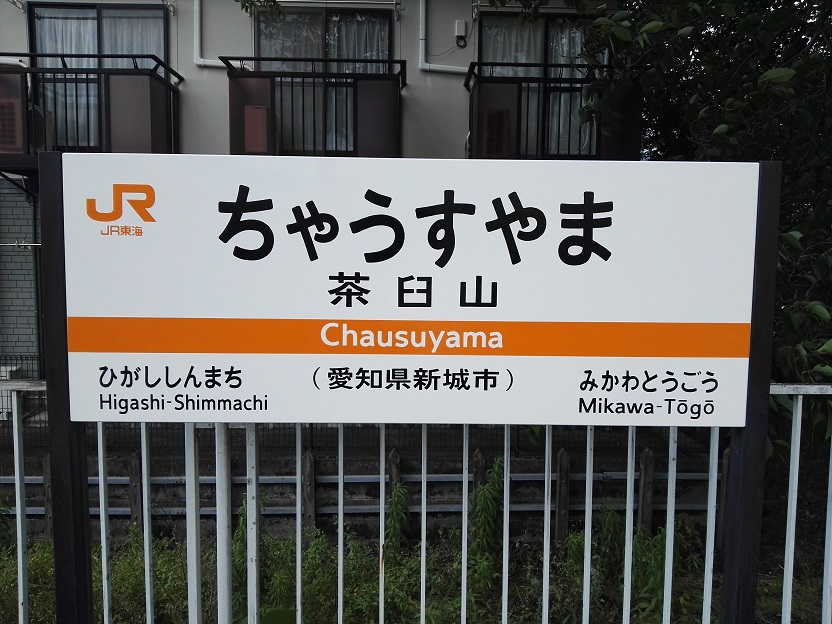
站名牌(2019年6月)
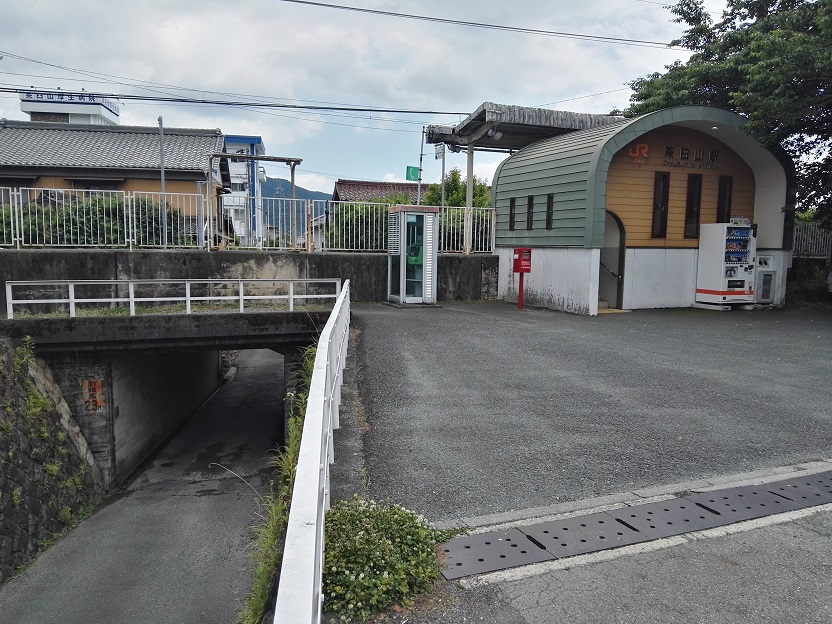
車站旁的地下通道(2019年6月)

## 車站周邊
- 新城市保健中心
- 茶臼山厚生醫院，存于
- 愛知縣立新城東高等學校（日语：愛知県立新城東高等学校）
- 新城市立東鄉西小學（日语：新城市立東郷西小学校）
- 豐川
- 國道151號（日语：国道151号）
- 新東名高速道路長篠設樂原停車區
- 新城教會（日语：新城教会）
- 豐鐵巴士新城營業所（日语：豊鉄バス新城営業所）

### 巴士路線
茶臼山 巴士站（車站南方）
- 豐鐵巴士（日语：豊鉄バス）田口新城線

新城東高校 巴士站（車站西北方）
- 新城市S巴士（日语：新城市Sバス）（作手線、中宇利線、西部線）
- 豐鐵巴士新豐線

## 相鄰車站
東海旅客鐵道（JR東海）
 飯田線
■快速（只有上行班次）、■普通
東新町－茶臼山－三河東鄉

## 注腳
1. ↑  JR東海移動等便利化取組報告書
2. 1 2 3 4 5 6 7 8  石野哲（編）. . JTB. 1998: 99頁. ISBN 978-4-533-02980-6 （日语）.
3. 1 2  曾根悟（監修）. 朝日新聞出版分冊百科編集部（編集） , 编. . 週刊 歴史でめぐる鉄道全路線 国鉄・JR (朝日新聞出版). 2009-07-26, (3): 15–17 （日语）.
4. ↑  櫻丘博物館（編）. . 櫻丘博物館. 2003: 100頁 （日语）.
5. ↑  『飯田線展』、101頁。
6. ↑  東海旅客鉄道飯田支店（監修）. . 新葉社. 2005: 144頁 （日语）.
7. ↑  『飯田線展』、102頁
8. ↑  笠原香・塚本雅啓. . 大正出版. 2007: 95頁. ISBN 978-4-8117-0657-3 （日语）.
9. ↑  東海旅客鉄道（編）. . 東海旅客鉄道. 2007: 732・733頁 （日语）.